# باپتیست اچورریا
باپتیست اچورریا (انگلیسی: Baptiste Etcheverria؛ زادهٔ ۹ آوریل ۱۹۹۷) بازیکن فوتبال اهل فرانسه است که در پست مدافع بازی می‌کند.
از باشگاه‌هایی که در آن بازی کرده‌است می‌توان به باشگاه فوتبال گنگام و باشگاه فوتبال نانسی اشاره کرد.